# دهستان ویلکیج مرکزی
دهستان ویلکیج مرکزی نام دهستانی در بخش ویلکیج شهرستان نمین، استان اردبیل در ایران است. براساس سرشماری مرکز آمار ایران در سال ۱۳۸۵، جمعیت آن ۱۴۴۶۹ نفر (۲۹۵۲ خانوار) بوده‌است.